# Lancia nei rally

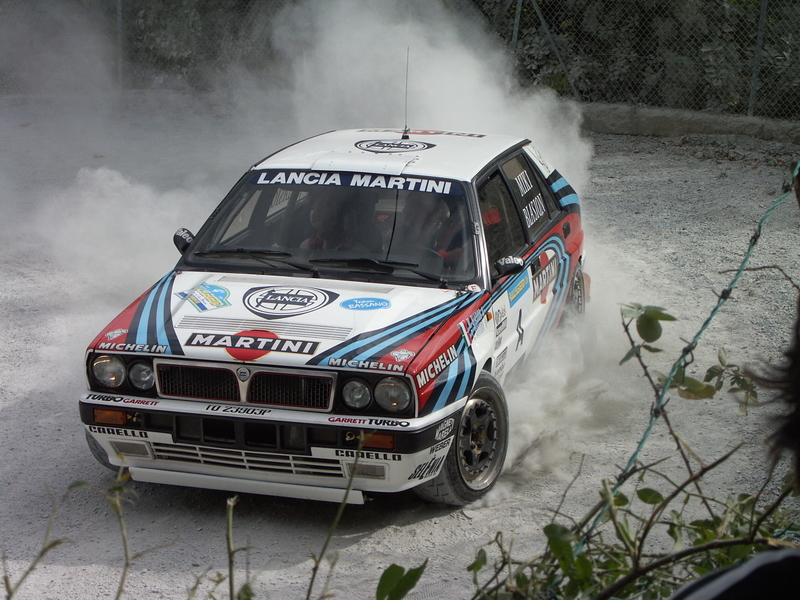
La Lancia Delta – qui in versione HF Integrale, e con l'iconica livrea Martini Racing – rimane la vettura più vincente nella storia del campionato mondiale rally, coi record di vittorie di gara (46) e titoli costruttori (6) maturati a cavallo degli anni 1980 e 1990.

La storia di Lancia nei rally ha inizio nei primi anni 1950, per terminare poi nella prima metà degli anni 1990.
In questo lasso di tempo quarantennale, la casa italiana si è affermata come una delle più vincenti nella disciplina, stabilendo il record tuttora in essere di 11 titoli costruttori – un campionato internazionale e 10 mondiali (di cui 6 consecutivi dal 1987 al 1992, altro primato) –, e conquistando al contempo anche 5 titoli piloti – una Coppa FIA e 4 campionati del mondo. Pur essendosi ritirata ufficialmente nel 1991, e senza più vetture iscritte nel mondiale rally dal 1994, la casa di Chivasso mantiene il secondo posto nella graduatoria dei podi conquistati (193), nonché il terzo in quella delle vittorie (74).
Nel corso dei decenni, Lancia ha schierato competitive auto da rally come la Fulvia Coupé, la Stratos e la 037, affidate a piloti come Sandro Munari, Juha Kankkunen e Miki Biasion; tuttavia, la più titolata di esse è stata la Delta che, nel corso delle sue varie evoluzioni, a tutt'oggi detiene ancora i record di successi in prove valide per il mondiale (46) – sia in assoluto (in coabitazione con la Subaru Impreza) che nel Gruppo A – e di trionfi nella classifica costruttori (6).

## Storia

### Dagli inizi ai primi successi Fulvia

L'Aurelia B20 di Gigi Villoresi impegnata nell'Acropoli del 1958

Dal 1951 in poi Lancia cominciò a impegnarsi ufficialmente, con un proprio reparto sportivo, nelle varie discipline dell'automobilismo, comprese la Formula 1 e le grandi corse su strada come la Mille Miglia, la Targa Florio e la Carrera Panamericana. Nei rally, la prima grande vittoria venne con l'ex pilota del circus Louis Chiron che, in coppia con Ciro Basadonna, vinse il Rally di Monte Carlo del 1954 con l'Aurelia GT B20 2500. Nel 1958 un altro grande pilota di F1, Gigi Villoresi, ormai al termine della carriera, trionfò al Rally dell'Acropoli, ancora con l'Aurelia B20 e anch'egli affiancato da Basadonna.
Agli inizi degli anni 1960, un giovane pilota, Cesare Fiorio, figlio di un addetto stampa della Lancia, creò l'HF Squadra Corse, un reparto agonistico per affezionati clienti lancisti. La prima vittoria a carattere internazionale per la Squadra HF arrivò al Tour de Corse del 1967 con il giovane Sandro Munari, alla guida della Fulvia Coupé HF.
Negli anni seguenti arrivarono altre vittorie che culminarono con l'affermazione dello svedese Harry Kallstrom nel campionato europeo rally del 1969, che costituì il primo titolo internazionale ottenuto dalla Lancia, quando ancora non esisteva un mondiale per la specialità. In quell'anno, tra gli altri successi, la Fulvia HF vinse il prestigioso RAC Rally in Gran Bretagna, risultato poi bissato la stagione successiva, sempre con Kallstrom e la Fulvia.

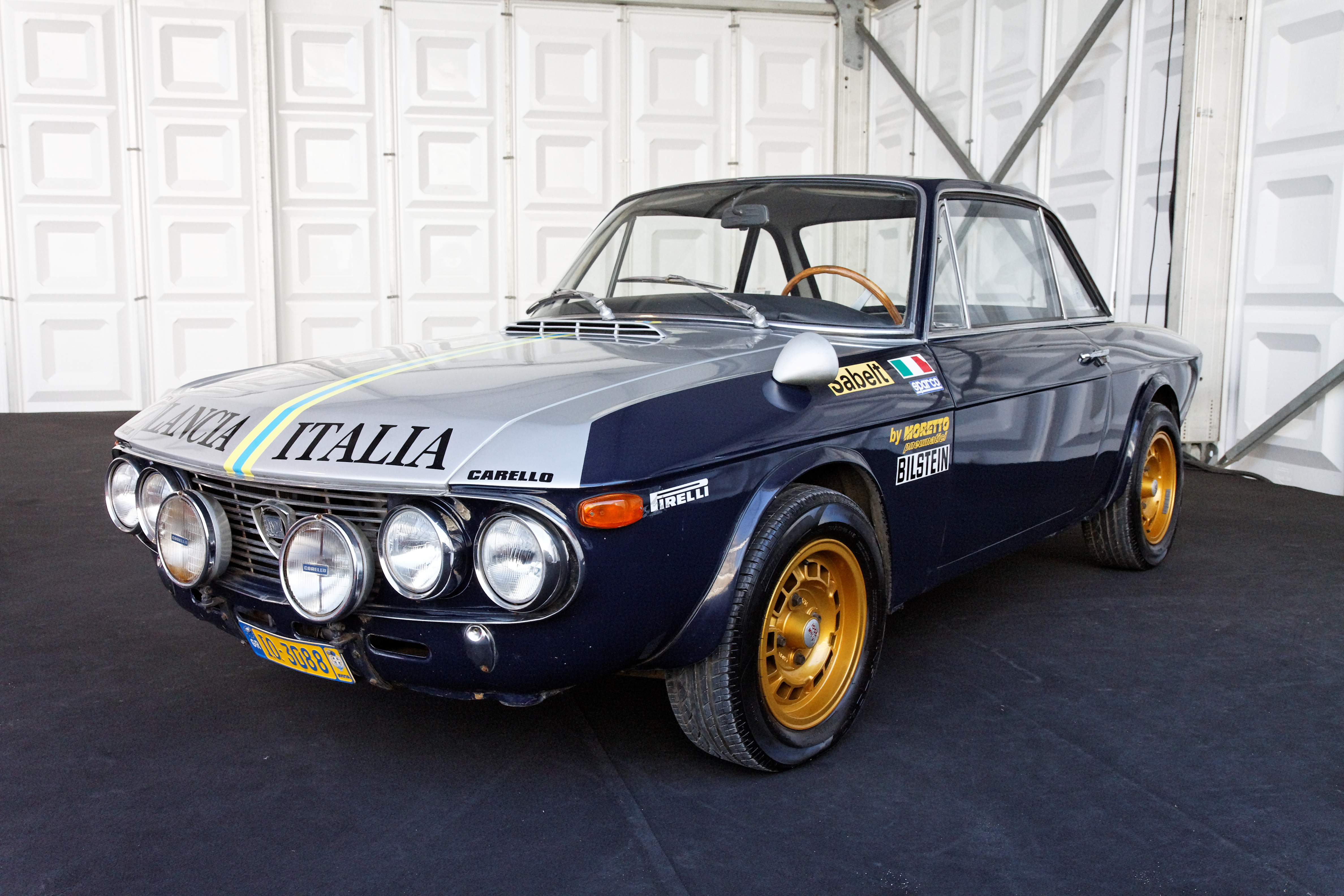
La Fulvia Coupé HF, auto che nel 1969 diede a Lancia il suo primo titolo internazionale nei rally.

Lancia debuttò nel mondiale rally nato nel 1970 (e allora ufficialmente denominato "Internazionale Marche") proprio con la Fulvia 1.6 Coupé HF. In quella prima stagione la casa torinese chiuse al terzo posto, e sempre con la Fulvia arrivò quarta l'anno successivo. Nel 1972, quando già era considerata un'auto sul viale del tramonto, la Fulvia HF vinse invece il campionato internazionale costruttori, grazie al trionfo di Sandro Munari al Monte Carlo, alla vittoria di Lampinen in Marocco, al suo secondo posto in Grecia e all'affermazione di Ballestrieri al Rally di Sanremo.

### L'epoca Stratos
L'anno dopo, quando l'Internazionale Marche cambiò nome in "Campionato del Mondo Marche", Lancia ottenne il peggior risultato da vent'anni a quella parte, arrivando tredicesima; la causa principale di tale risultato fu la non evoluzione della Fulvia, nonché il contemporaneo impegno su due fronti diretto allo sviluppo della nuova arma della casa per la categoria, la Stratos. Si trattava per Lancia, ormai facente parte da tre anni del Gruppo Fiat, di una scelta totalmente nuova e ambiziosa: quella di costruire un'auto da corsa completamente dedicata e destinata a primeggiare nel rally, e non l'ulteriore evoluzione di un modello di serie; cosa che invece fecero le altre case rivali come l'Alpine che, con l'A110 portata alla cilindrata di 1800 cm³, rivinse il mondiale dopo il '71. Il 1973, come detto, fu un anno di transizione per Lancia che sviluppò, anche in gare di velocità (come la Targa Florio) la Stratos, ancora iscritta come prototipo nell'attesa dell'omologazione.

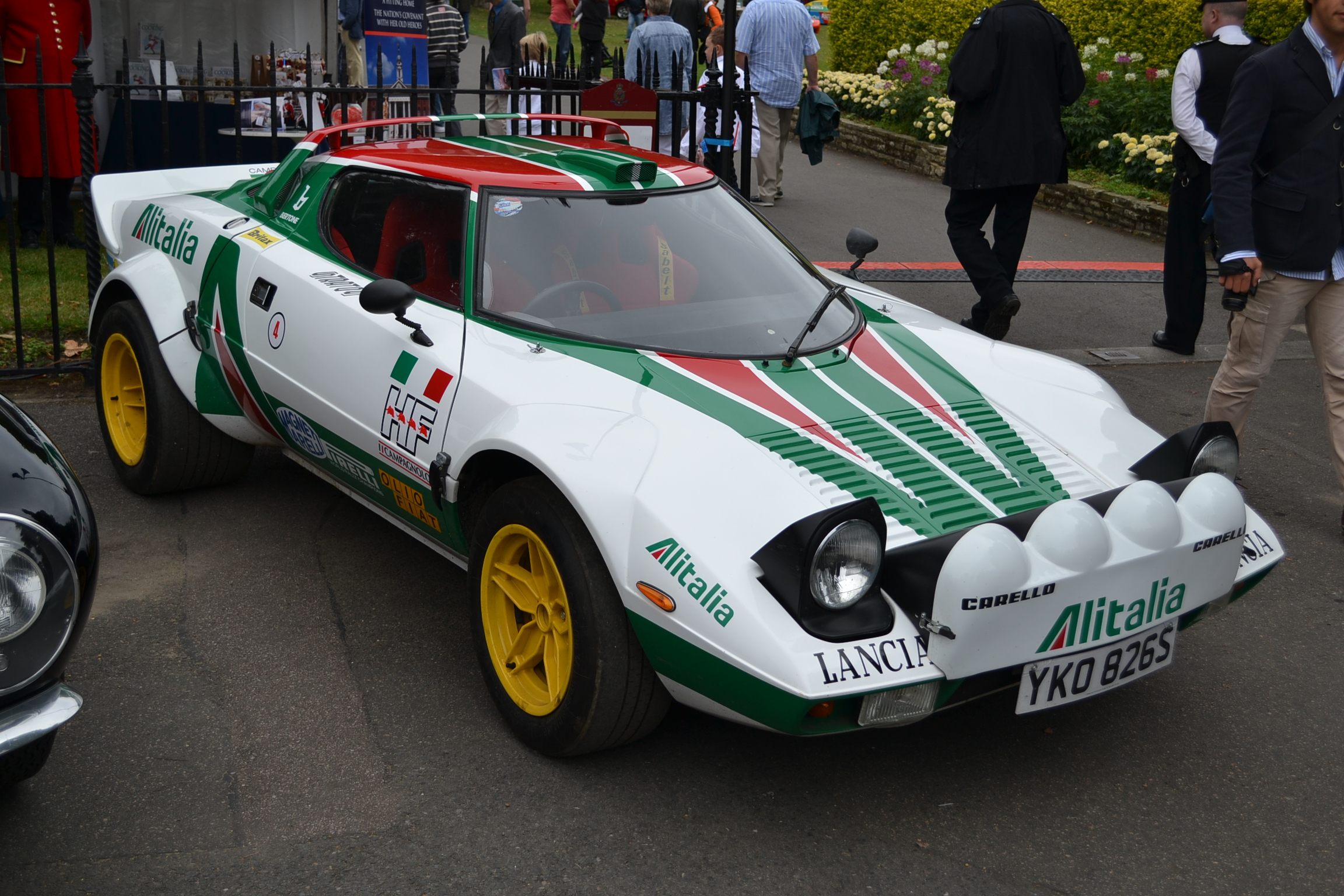
La Stratos HF motorizzata Ferrari, l'ammazza rally di metà anni 1970 pilotata da Sandro Munari.

Il campionato del 1974, fortemente segnato dalla contemporanea crisi economica ed energetica, vide l'annullamento di molte prove e la concentrazione di molti rally sul finire di stagione. La Fulvia ebbe il suo canto del cigno con un terzo posto al Safari Rally (sempre condotta da Munari), mentre la Beta HF 1800 portò punti preziosi; ma fu con l'omologazione della Stratos, nel mese di ottobre, che Lancia si trovò di colpo con una nuova vettura in grado subito di vincere tre delle prove in calendario sul finire di stagione (Sanremo e Canada grazie a Munari, e Tour de Corse per merito di Jean-Claude Andruet), di scavalcare la "cugina" FIAT in classifica e conquistare l'iride.
La Stratos, nel frattempo passata dai colori dello sponsor originario Marlboro a quelli a posteriori iconici di Alitalia, e guidata ancora da Munari, da altri piloti italiani come Amilcare Ballestrieri e Raffaele Pinto oltreché da stranieri come Andruet, Valdegaard, Bernard Darniche e Markku Alén, riuscì così a vincere i successivi tre mondiali costruttori nonché tre edizioni consecutive del Monte Carlo, nel 1975, '76 e '77, sempre per merito del "Drago" Munari. Anche se nel palmarès della vettura mancarono sempre alcune affermazioni di prestigio come il RAC e il Safari, la vettura si imporrà abbastanza facilmente a ogni latitudine, guadagnandosi soprannomi come la bête à gagner (la "bestia da battere") o l'ammazza rally.

### La fusione con la FIAT

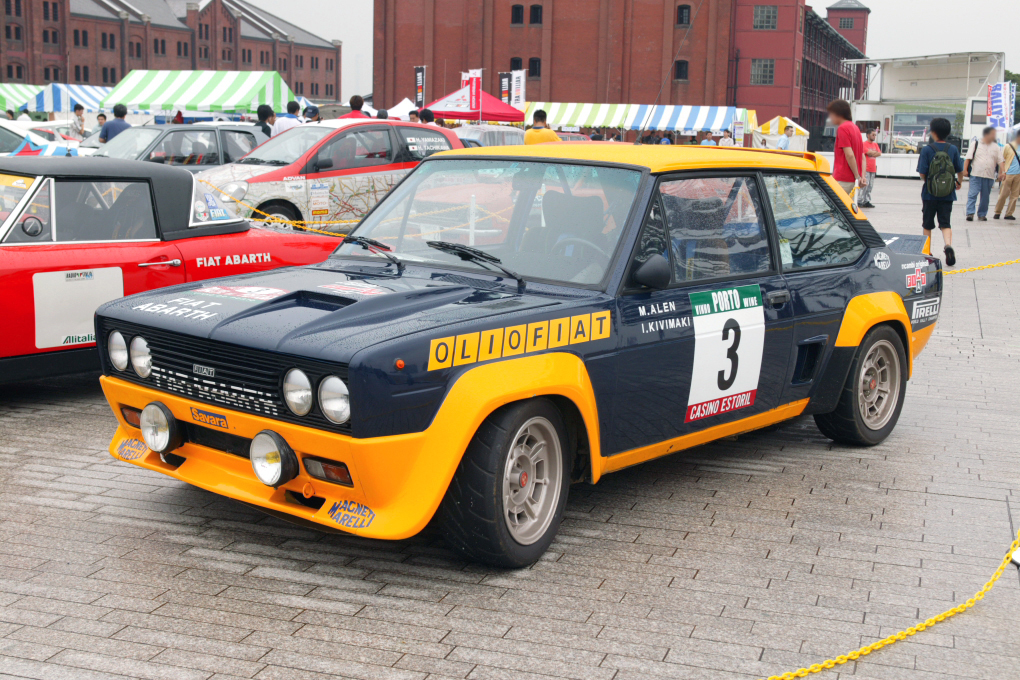
La Fiat 131 Abarth Rally che, all'interno del Gruppo Fiat, si avvicendò nelle gare rally con la Stratos.

L'epopea della Stratos s'interruppe bruscamente alla vigilia del mondiale rally del 1977, quando il Gruppo Fiat decise per la fusione dei suoi due team sportivi, Lancia e FIAT-Abarth, con quest'ultimo che partecipava al campionato con le ormai datate 124 Abarth Rally. Il risultato di ciò non fu altro che l'accantonamento progressivo della Stratos – che venne dirottata, in versione silhouette con turbocompressore, alle gare sui circuiti del Gruppo 5 – a vantaggio della nuova 131 Abarth Rally, più utile a promuovere l'immagine del relativo modello di serie. La Stratos aveva già fatto il suo lavoro di marketing, cioè sostenere il marchio Lancia bisognoso di popolarità dopo l'acquisizione da parte del Gruppo Fiat, e ora lasciava spazio a un'altra auto assolutamente valida e vincente, pur se molto meno carismatica nell'immaginario del pubblico.
Sandro Munari ebbe ancora il tempo però, di vincere per la terza volta consecutiva il Rally di Monte Carlo e la prima Coppa FIA (in poche parole, il mondiale piloti), mentre l'iride per le marche andò alla FIAT, che bissò il successo nel '78, stavolta oltre che come costruttore anche nei piloti, con il finlandese Markku Alén alla guida della 131. Tuttavia, lo stesso Alén vinse il Sanremo proprio alla guida di una Stratos poiché, nel biennio 1977-1978, la berlinetta a motore Ferrari (che per il '77 mantenne le tinte tricolori Alitalia, mentre nel '78 passò alle livree gialloblù Olio Fiat e biancorossonera Pirelli) era ancora affidata, meno frequentemente della 131, ai piloti ufficiali del gruppo, in alcuni selezionati rally del campionato mondiale e in molte prove dell'europeo piloti. Nella stessa stagione 1978 erano alla guida della 131 anche i futuri campioni del mondo Walter Röhrl e Ari Vatanen, oltre all'emergente Michèle Mouton.

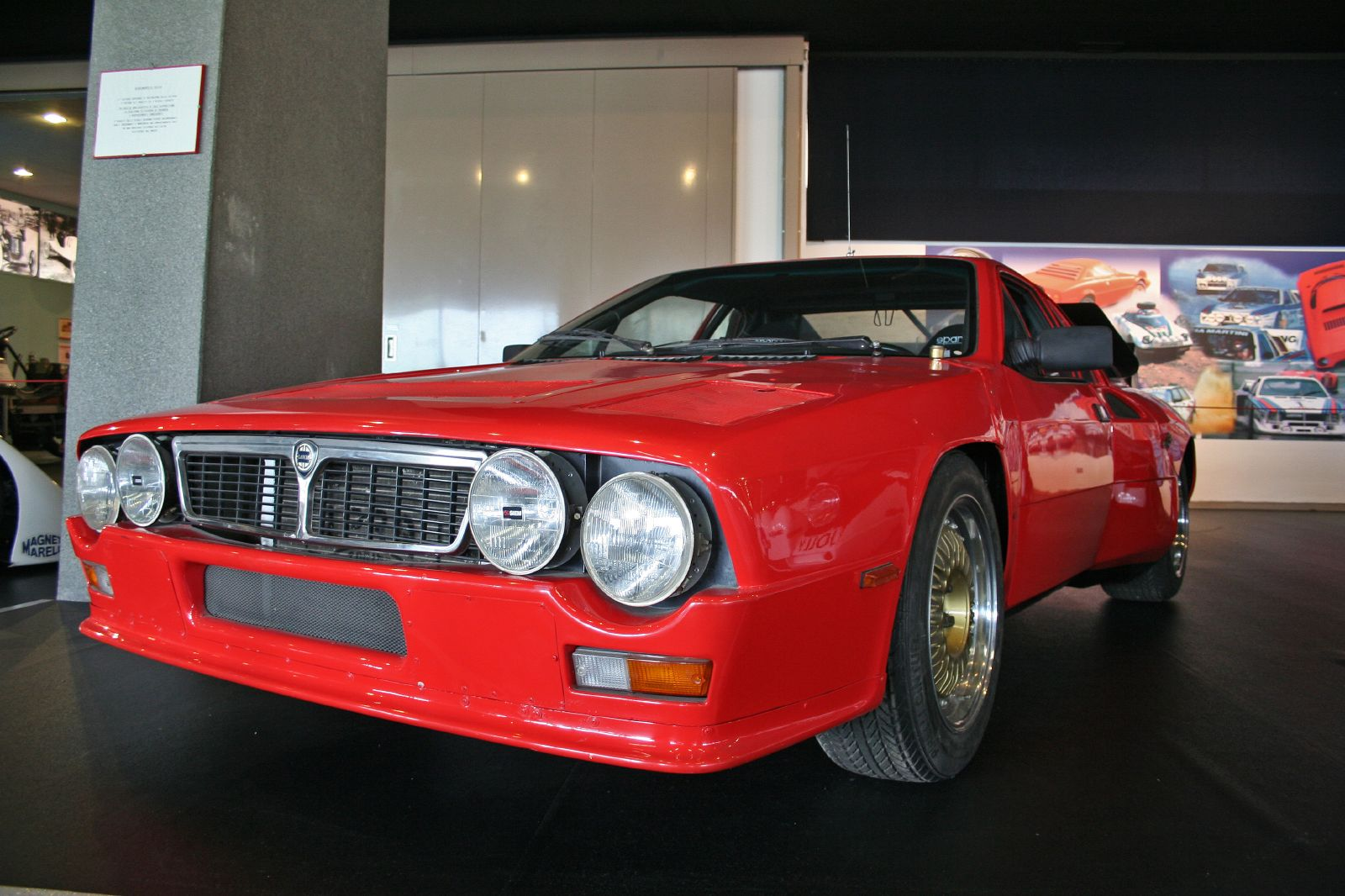
Il prototipo Abarth SE 037 del 1980, diretta evoluzione della 030 del '74. Segno dell'avvenuta integrazione tra i reparti corse del Gruppo Fiat, l'auto mostra già le insegne Lancia, in quella che diverrà la Rally 037.

Nel 1979 il gruppo torinese, dopo aver già vinto 5 titoli consecutivi, ridusse l'impegno e il budget nei rally, prendendo parte solo ad alcune gare; così il mondiale verrà vinto dalla Ford, davanti alla sorprendente Datsun e alla stessa FIAT. Nonostante il disimpegno ufficiale, la Stratos trovò comunque modo di essere protagonista con tre vittorie assolute, prima con la vettura blu dell'importatore francese Chardonnet, guidata da Darniche e vincitore a Monte Carlo (quarto successo monegasco per la Stratos) e in Corsica, e poi con la vettura privata di Tony Fassina, trionfatore a Sanremo davanti a una muta di 131 ufficiali.
Nel 1980 si assistette al ritorno ai vertici della FIAT, che sempre grazie alla 131 vinse il titolo marche e quello piloti con Walter Röhrl. L'anno dopo, con il successo inatteso di un'auto del Gruppo 2 (la Talbot Sunbeam Lotus) e l'esordio della prima auto di una nuova generazione (l'Audi quattro a trazione integrale), il gruppo torinese decise progressivamente di pensionare la 131, in attesa del debutto della Lancia Rally 037. A sorpresa però, dopo che in Portogallo Alén portò per l'ultima volta al successo la FIAT, fu ancora Bernard Darniche a dominare il Tour de Corse, con una Stratos assolutamente privata e capace di vincere ancora, dopo l'ultimo successo della sua sostituta.

### Gli anni del Gruppo B: dalla Rally 037 alla Delta S4

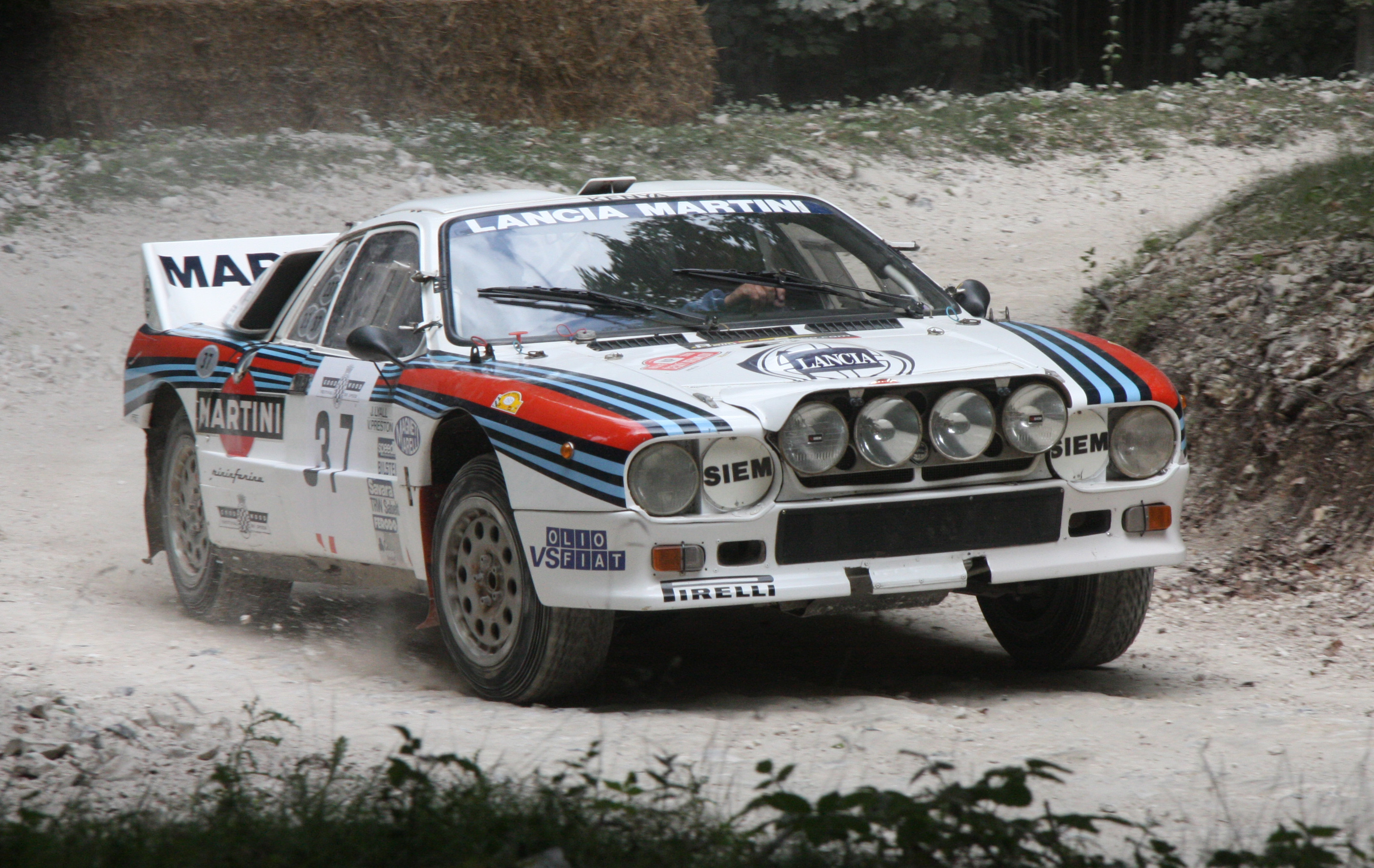
La Rally 037, ultima vettura a trazione posteriore a conquistare, nella stagione 1983, il mondiale rally

Dal 1982, quando ormai il disimpegno del marchio FIAT dai rally era cosa fatta, Lancia cominciò a lavorare sulla Rally 037, sviluppata negli anni precedenti e portata all'esordio nel Tour de Corse di quell'anno. La 037, vettura a trazione posteriore e a compressore volumetrico, dopo un paziente lavoro di messa a punto, era pronta per recitare un ruolo da protagonista l'anno successivo con l'introduzione del nuovo ed estremamente performante Gruppo B.
Il campionato del 1983 fu infatti caratterizzato dal lungo duello con la più potente Audi quattro (turbocompressa e, soprattutto, a trazione integrale) e con l'epilogo meno prevedibile: la vittoria nel campionato marche. La berlinetta torinese, pur con una potenza inferiore alla rivale tedesca, vinse infatti il mondiale costruttori primeggiando a Monte Carlo, in Corsica dove monopolizzò i primi quattro posti, in terreni sulla carta più favorevoli all'Audi come in Nuova Zelanda e all'Acropoli, e infine sulle strade amiche del Sanremo. I piloti ufficiali furono Walter Röhrl e Markku Alén, rispettivamente secondo terzo nella classifica piloti, ma si misero in luce anche gli italiani Attilio Bettega e Adartico Vudafieri.
Nel biennio 1984-1985 la 037 non riuscì invece a ripetere l'impresa, ormai ardua nei confronti del dominio delle trazioni integrali (all'Audi si era nel frattempo affiancata la Peugeot con la sua 205 Turbo 16), tuttavia Alén e Bettega, assieme ai nuovi arrivati Miki Biasion e Henri Toivonen, riuscirono ancora a cogliere piazzamenti sul podio in numerose prove. I campionati si conclusero con un secondo posto nel 1984, dietro l'Audi, e un terzo nel 1985, in cui Lancia decise peraltro di non partecipare ad alcune prove nella parte centrale della stagione. L'ultima vittoria fu quella di Alén, in Corsica nell'84, ma vi fu anche la tragica scomparsa di Bettega, un anno dopo, sempre al Tour de Corse.

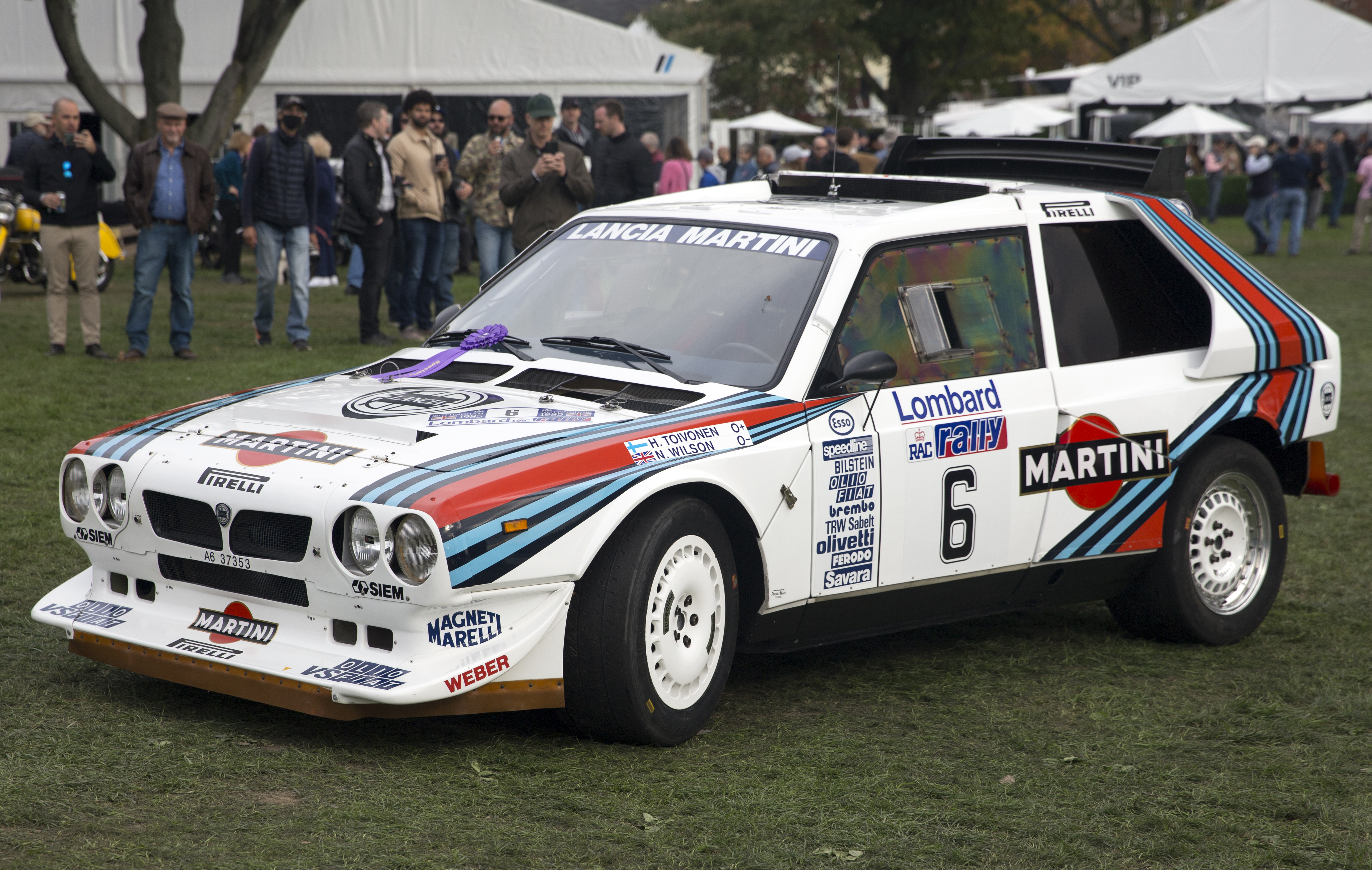
La Delta S4 del 1985, prima Lancia a trazione integrale e con motore sovralimentato, esemplificò l'estremizzazione a cui andò incontro il panorama rallistico dell'epoca.

Ma alla Lancia si stavano preparando grandi cambiamenti, con lo sviluppo e l'esordio subito vincente, al RAC Rally del 1985 grazie al finlandese Toivonen, della Delta S4, prima vettura da rally del Gruppo Fiat a trazione integrale e dotata di un propulsore a doppia sovralimentazione modulare (turbocompressore e compressore volumetrico "Volumex").
La stagione della Delta S4 fu però assai breve: il 1986 vide in sequenza, dopo il trionfo di Toivonen al Montecarlo, l'incidente della Ford di Santos in Portogallo e la morte dello stesso Toivonen e del suo copilota Sergio Cresto in Corsica, esattamente un anno dopo la tragedia di Bettega. Questi tragici eventi portatono la Federazione Internazionale dell'Automobile a decretare, per la successiva stagione 1987, la fine del Gruppo B. La Delta S4 terminò comunque seconda sia nella classifica marche che in quella piloti, con Alén, in un campionato deciso a tavolino ancora dalla FIA soltanto nel mese di dicembre, dopo la squalifica delle Peugeot al Sanremo e l'annullamento della prova italiana in cui le Lancia avevano conquistato i tre posti sul podio (con Alén, Dario Cerrato e Biasion).

### La stirpe Delta HF e i 6 titoli consecutivi

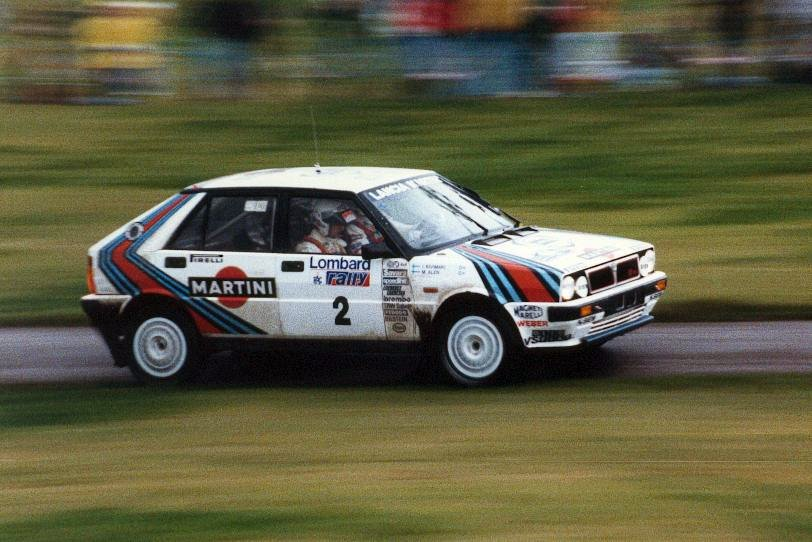
Markku Alén alla guida della Delta HF 4WD durante il RAC del 1987

Con l'epoca del Gruppo B giunta al capolinea, Lancia, a differenza di altre case (come la Peugeot, che decise di abbandonare la scena), si lanciò nello sviluppo di una nuova vettura da rally secondo il nuovo regolamento, che dalla stagione 1987 avrebbe visto in gara soltanto le auto di Gruppo A e N. La casa italiana non ebbe grandi problemi a imporsi in quell'anno, anche a fronte della scarsa concorrenza causata dal cambio di categoria: molti rivali commisero l'errore di presentarsi al via con automobili di Gruppo A inadeguate, in quanto troppo voluminose (Audi 200 quattro), a due sole ruote motrici (Renault 11 Turbo) o di poca potenza (Sierra XR 4x4 e Mazda 323 4WD).
Il campionato dell'87 vide primeggiare la Delta HF 4WD: alla concorrenza rimasero soltanto rare vittorie parziali. Lancia ebbe pochi problemi anche nei cinque anni successivi, portando a 11 i titoli per il marchio torinese che vinse anche 4 mondiali piloti, equamente divisi a metà tra il finlandese Juha Kankkunen, iridato nel 1987 e nel 1991, e l'italiano Miki Biasion, campione nel biennio 1988-1989, anni in cui peraltro si prese la soddisfazione di portare per la prima a volta in casa Lancia la tanto agognata affermazione al Safari Rally, un cruccio che turbava il marchio torinese fin dai tempi della Fulvia.

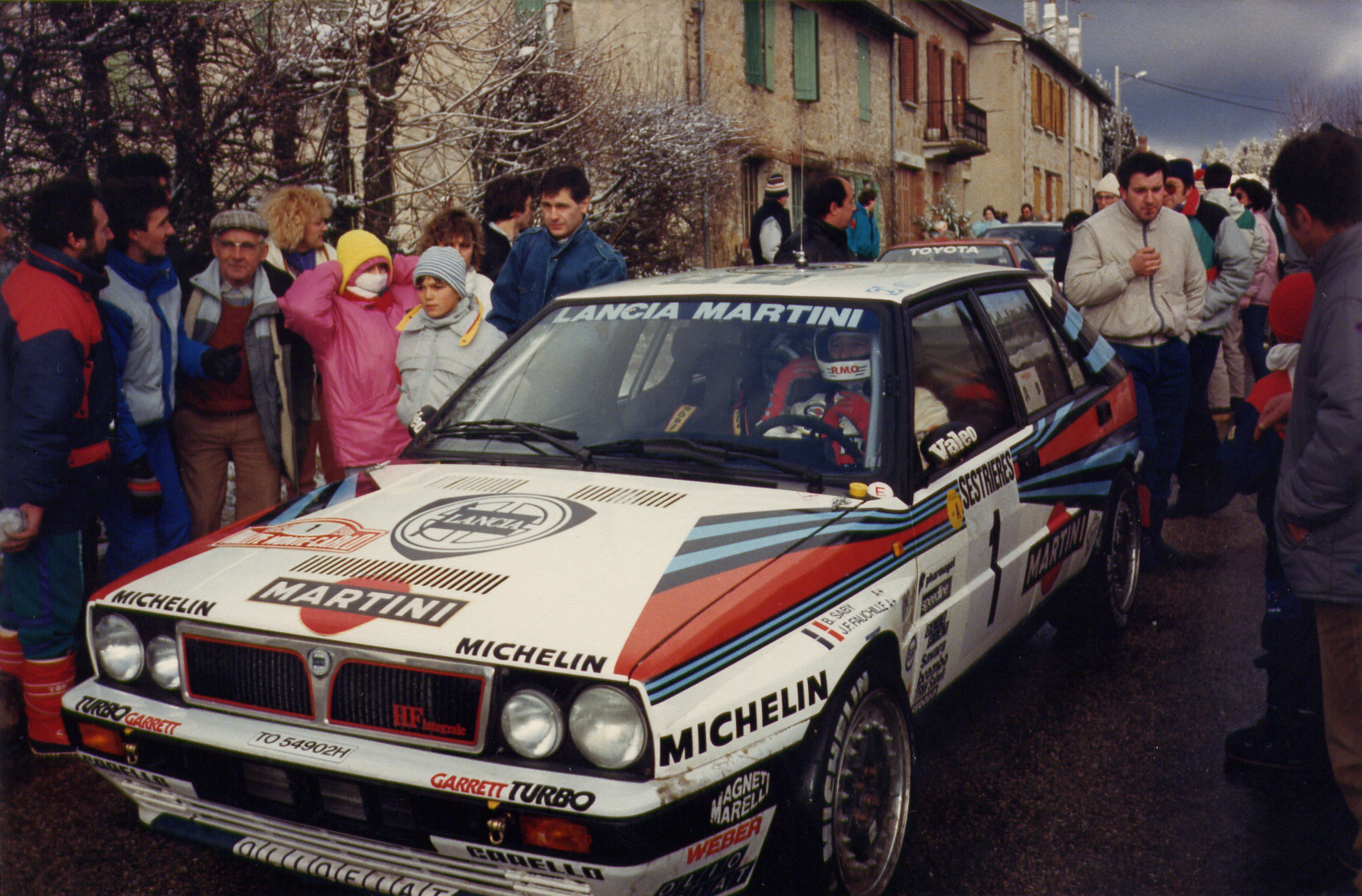
La Delta HF Integrale "8v" di Bruno Saby al Monte Carlo del 1989

Proprio il biennio '88-'89 fu quasi un monologo per la nuova Delta HF Integrale – nota a posteriori anche col suffisso ufficioso "8v" –; addirittura nel corso del campionato 1988 soltanto una prova della classifica marche sfuggì alla otto valvole, il Tour de Corse vinto da Didier Auriol su Sierra RS Cosworth. Unica e vera competitrice costante della berlinetta italiana, dal finire della stagione 1989, fu la Toyota che con la Celica GT-Four affidata a Carlos Sainz riuscì a conquistare i mondiali piloti del 1990 e del 1992; in particolare nel '90 lo spagnolo fu molto abile ad andare a punti quasi in ogni gara a cui partecipò, mentre Lancia, che pure con la nuova Delta HF Integrale 16v aveva trionfato nel maggior numero di appuntamenti, pagò l'aver spartito partecipazioni e vittorie fra i suoi tre diversi alfieri, Auriol, Kankkunen e Biasion.
Molto emozionante fu poi la stagione 1991, iniziata con un netto dominio di Sainz (che interruppe a Monte Carlo la serie di ben 5 trionfi Lancia) e terminata con un filotto di vittorie di Kankkunen e la conquista della doppia iride. Il finnico e Auriol, ma anche un Biasion alla sua ultima stagione col marchio torinese, guidavano una sedici valvole data troppo presto per finita ma che, invece, grazie a una messa a punto perfetta, al lavoro del team e alla regolarità dei tre suoi portacolori, prese il sopravvento su una Toyota in cui, a fianco di Sainz, non vi erano altri piloti di pari valore e costanza di rendimento.

La Delta HF Integrale 16v di Didier Auriol al vittorioso Sanremo del 1990

Il 18 dicembre 1991 Lancia annunciò il suo ritiro in forma ufficiale dai rally, pur in concomitanza con la presentazione dell'ultimo step evolutivo della Delta, la HF Integrale "Evoluzione". Per la stagione 1992 la Martini Racing, fino ad allora solo sponsor, con l'appoggio della struttura tecnica del Jolly Club – in quegli anni il più importante team privato a portare in gara le vetture torinesi – diventò quindi una vera e propria squadra che, ricevendo in dote dalla casa madre vetture e piloti nonché l'iniziale supporto esterno dell'Abarth per lo sviluppo, prese parte in maniera semiufficiale al mondiale; nota di colore, per via della sede londinese della neonata squadra, le berlinette Lancia si ritrovarono a correre il campionato 1992 sotto licenza sportiva britannica.
Tale cambio di gestione non ebbe ripercussioni, nell'immediato, sull'egemonia torinese in questa fase storica della disciplina. La nuova HF Integrale, dopo una serie di sei trionfi di Auriol e un successo a testa per Kankkunen e il nuovo acquisto Andrea Aghini – al Sanremo, rimasta l'ultima vittoria Lancia in un rally mondiale –, incamerò il sesto titolo costruttori consecutivo di una Delta, l'ultimo nella storia del marchio di Chivasso; perse invece quello piloti, in maniera rocambolesca, a vantaggio del solito e regolare Sainz.

### La conclusione
Dal 1992 il Gruppo Fiat decise di non investire più nelle competizioni sportive col marchio Lancia, concentrandosi sull'Alfa Romeo (nel frattempo acquisita nel 1986) che, con la 155 GTA prima e con la 155 V6 TI poi, a metà degli anni 1990 vide la casa milanese partecipare e trionfare in vari campionati turismo in giro per l'Europa, come il Superturismo italiano, il DTM tedesco, il BTCC britannico e il CET spagnolo. A livello meccanico, in primis per le quattro ruote motrici, i prototipi da pista della 155 furono derivati proprio dalla Delta HF Integrale "Evoluzione" che ancora nel '92 dominava nei rally, rimarcando la bontà di una tecnologia Lancia capace di eccellere sia su terra sia su asfalto.

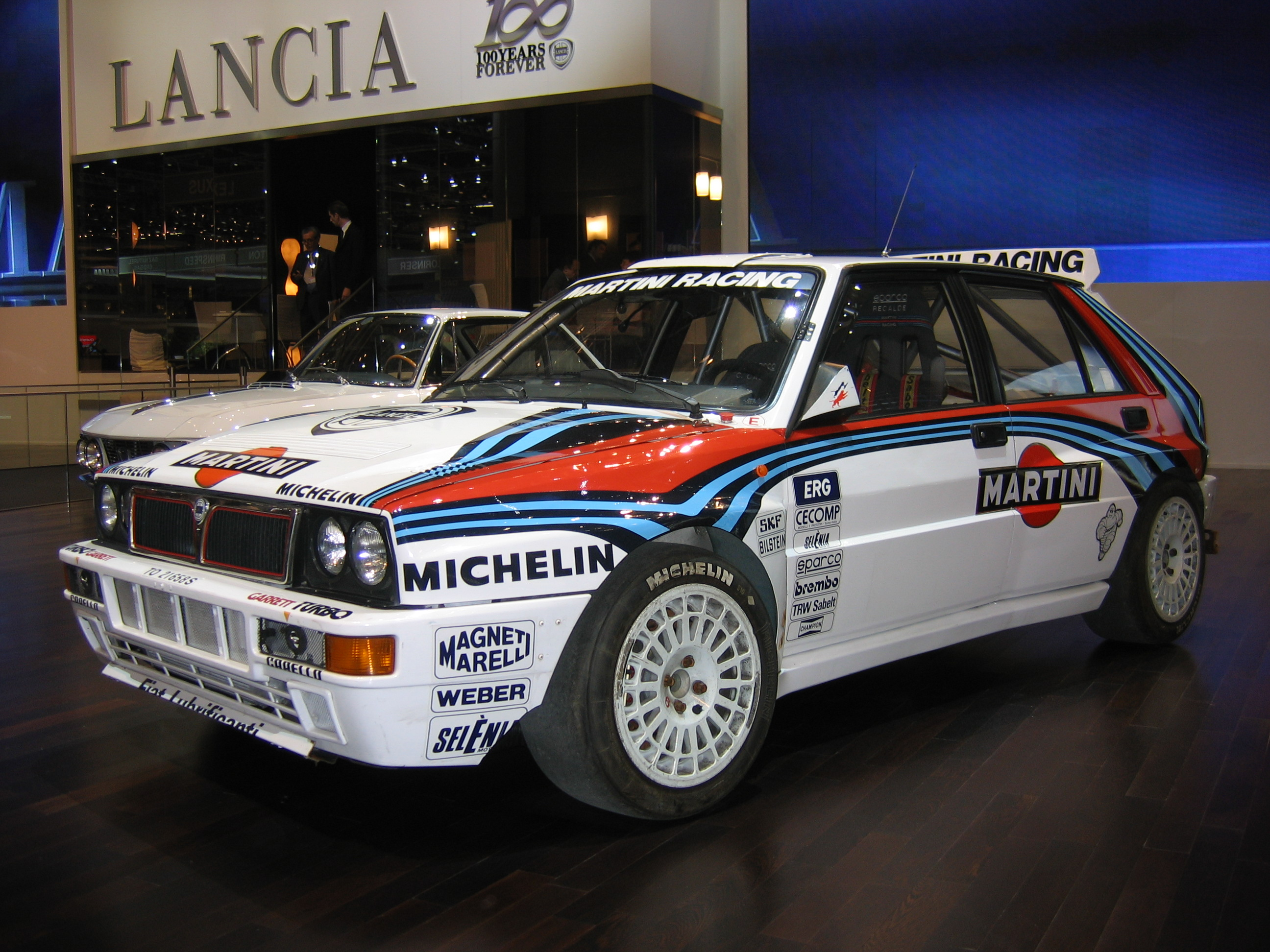
La Delta HF Integrale "Evoluzione" del 1992, vincitrice dell'ultimo titolo mondiale Lancia nei rally.

Fatto sta che tali decisioni, per quanto concerne il mondiale rally, ebbero come risultato che nella stagione 1993 la Delta campione marche in carica, non più aggiornata dal reparto corse della casa madre, venne gestita privatamente e portata in gara dalla squadra satellite Jolly Club sotto le insegne del nuovo sponsor Repsol, subentrato a Martini nel frattempo disimpegnatosi; l'azienda iberica portò in dote la grande novità dell'anno, l'ingaggio del campione del mondo in carica Sainz, transfuga da una Toyota ove approdarono proprio gli ex lancisti Kankkunen e Auriol. Il programma di partecipazione al mondiale fu tuttavia ridotto: il Jolly Club riuscì a schierare per tutto il campionato unicamente la vettura di Sainz, affiancandogli solo occasionalmente le presenze di Andrea Aghini e Alex Fiorio, e ottenendo globalmente risultati mediocri, con alcuni secondi e terzi posti come migliori piazzamenti in una difficile stagione priva di vittorie.
Si trattò dell'ultimo anno in cui furono iscritte delle Lancia al via del mondiale: la Delta, priva di sviluppo, era divenuta ormai poco competitiva rispetto alle più moderne vetture schierate dai costruttori rivali, anche se per tutto il decennio le berlinette torinesi continuarono a correre, affidate a privati, in giro per il mondo; gli ultimi successi mondiali di Lancia (in gare valide per il campionato due litri, a due ruote motrici) furono quelli conquistati nel 1995 da Aris Vovos e Jorge Recalde, rispettivamente all'Acropoli e in Argentina, mentre alle soglie del XXI secolo le affermazioni alla Mitropa Rally Cup, nel 1999 con Ezio Soppa, e al Rally del Libano, nel 2000 con Roger Feghali, furono gli ultimi colpi di coda di una ormai vetusta Delta.

## Palmarès

### Vittorie nel mondiale
| Modello                                | 1983 | 1984 | 1985 | 1986 | 1987 | 1988 | 1989 | 1990 | 1991 | 1992 | 1993 | Tot. |
| -------------------------------------- | ---- | ---- | ---- | ---- | ---- | ---- | ---- | ---- | ---- | ---- | ---- | ---- |
| Lancia Rally 037                       | 5    | 1    | -    |      |      |      |      |      |      |      |      | 6    |
| Lancia Delta S4                        |      |      | 1    | 4    |      |      |      |      |      |      |      | 5    |
| Lancia Delta HF 4WD                    |      |      |      |      | 9    | 2    |      |      |      |      |      | 11   |
| Lancia Delta HF Integrale "8v"         |      |      |      |      |      | 8    | 6    |      |      |      |      | 14   |
| Lancia Delta HF Integrale 16v          |      |      |      |      |      |      | 1    | 6    | 6    |      |      | 13   |
| Lancia Delta HF Integrale "Evoluzione" |      |      |      |      |      |      |      |      |      | 8    | -    | 8    |
| Gare calendario                        | 12   | 12   | 12   | 13   | 13   | 13   | 13   | 12   | 14   | 14   | 10   |      |

Sono state in totale 51 (5 della S4, 11 della HF 4WD e 35 della HF Integrale), le vittorie nella Lancia Delta nei nove anni in cui ha preso parte al mondiale rally.

### Titoli
- 1 Campionato internazionale costruttori: 1972 (Fulvia Coupé HF).
- 10 Campionati del mondo marche: 1974, 1975, 1976 (Stratos HF), 1983 (Rally 037), 1987 (Delta HF 4WD), 1988, 1989, 1990, 1991, 1992 (Delta HF Integrale).
- 1 Coppa FIA piloti: Sandro Munari (1977).
- 4 Campionati del mondo piloti: Juha Kankkunen (1987, 1991), Miki Biasion (1988, 1989).
- 15 Campionato europeo rally con Harry Källström (1969), Sandro Munari (1973), Bernard Darniche (1976 e 1977), Tony Carello (1978), Miki Biasion (1983), Carlo Capone (1984), Dario Cerrato (1985 e 1987), Fabrizio Tabaton (1986 e 1988), Yves Loubet (1989), Robert Droogmans (1990), Piero Liatti (1991) e Pierre-César Baroni (1993).
- 24 Campionato italiano rally: 1965, 1966, 1967, 1968, 1969, 1971, 1972, 1973, 1976, 1977, 1978, 1979, 1982, 1983, 1984, 1985, 1986, 1987, 1988, 1989, 1990, 1991, 1992, 1993
- 1 Campionato del mondo rallycross piloti: Franz Wurz (1976)